# Zelandoperla agnetis
Zelandoperla agnetis är en bäcksländeart som beskrevs av Mclellan 1967. Zelandoperla agnetis ingår i släktet Zelandoperla och familjen Gripopterygidae. Inga underarter finns listade i Catalogue of Life.